# Állatkertek listája
A világ állatkertjeinek listáit, kontinensenként, a következő cikkek tartalmazzák:

## Létező állatkertek
- Afrika állatkertjeinek listája
- Ausztrália és Óceánia állatkertjeinek listája

- Ázsia állatkertjeinek listája
- Dél-Amerika állatkertjeinek listája
- Észak-Amerika állatkertjeinek listája
- Európa állatkertjeinek listája

## Képzeletbeli állatkertek
- Jurassic Park, (ahol  genetikus úton reprodukáltak több dinoszaurusz-fajt, köztük a Tyrannosaurus rex-et)
- Slaughterhouse-Five, (olyan állatkert egy másik bolygón, ahol emberi lényeket tartanak)
- Hugo's Zoo
- Calixihuatl Zoo
- Prehistoric Park
- Springfield Zoo (A Simpson család)
- Quahog Zoo (Family Guy)

## Lásd még
- Madárparkok, állatkertek a nagyvilágban
- Állatkertek magyar gyűjtőoldala
- Szafariparkok gyűjtőoldala